# Empresa emergent

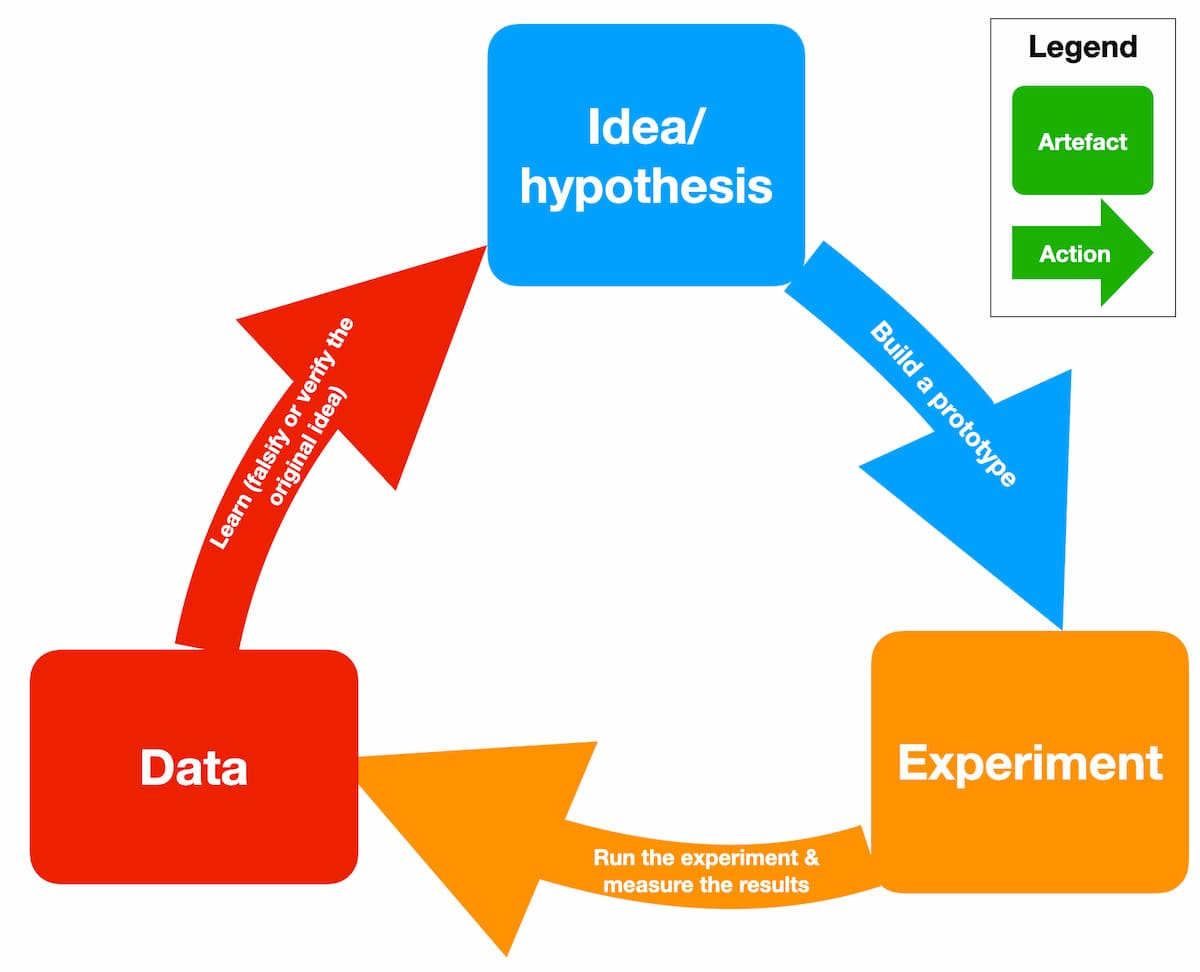
Esquema del cicle Lean StartUp, una metodologia per accelerar el creixement de start-ups

Una empresa emergent (en anglès, startup) és una empresa de creació recent que, generalment, es troba en una fase de desenvolupament de producte i cerca de mercats. Són empreses que es dediquen a crear quelcom nou en condicions d'extrema inseguretat.
Tot i que les empreses emergents poden dedicar-se a qualsevol sector, generalment el terme es relaciona amb empreses d'alt creixement, associades a noves tecnologies o models de negoci innovadors. El terme va esdevenir popular internacionalment durant la bombolla tecnològica d'internet, on es van crear moltes empreses punt-com.
Tot i l'alt risc que representen aquestes empreses, resulten molt atractives per als inversors, que busquen projectes amb un alt potencial de rendibilitat que poden proporcionar mercats en creixement i la diferenciació a través del desenvolupament i aplicació de nova tecnologia. Les empreses emergents tenen una gran importància en el creixement i la innovació de determinats sectors, com les tecnologies de la informació i la comunicació (informàtica, programari, telecomunicacions i internet) o la biotecnologia. Moltes obtenen fons en comunicar els seus projectes a través d'un pla d'empresa amb el que proven de captar inversions de àngels inversors o fons de capital de risc o capital llavor.
La importància de les empreses emergents per al creixement ha fet que les polítiques industrials i d'innovació hagin provat de promoure'ls mitjançant mecanismes de finançament com ajuts i subvencions o fons de capital de risc públics. Aquestes accions acostumen a estar complementades amb un suport a la transferència de tecnologia i l'oferiment d'altres serveis de valor afegit mitjançant vivers d'empreses i parcs científics i tecnològics.

## Lesstart-upsa Catalunya i País Valencià

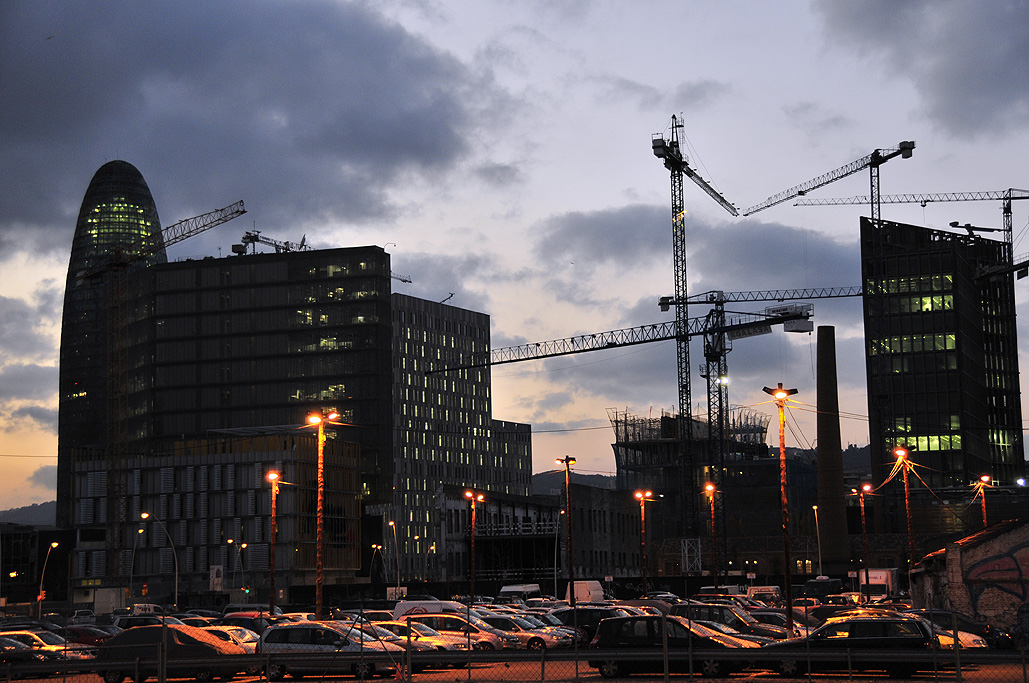
Vista de les obres al Poblenou (Barcelona, 2008) del que acabaria sent el districte tecnològic 22@

D'acord amb el primer estudi de la Generalitat de Catalunya sobre aquest àmbit dut a terme el 2022 per l'Agència per a la Competitivitat de l'Empresa (ACCIÓ) del Departament d'Empresa i Treball, aquests negocis generen més de 1.700 llocs de treball altament qualificats, a més de facturar 124 milions d'euros. Del total d'start-ups, un 15% (291 empreses) es poden qualificar com el que s'anomena deepteech, és a dir, basades en coneixements científics i avenços tecnològics capdavanters. Aquestes start-ups aposten sobretot pel desenvolupament tecnològic dels àmbits de la biotecnologia (39,7% del total), la intel·ligència artificial (23,4%), els materials de frontera (11%), la robòtica (8,6%) i la fotònica (5,9%). De fet, el 42,6% de les deeptech s'han creat en l'àmbit universitari o d'investigació, i la meitat de les empreses tenen alguna patent o sistema de protecció del seu coneixement. El percentatge de dones que ocupa càrrecs directius o són fundadores de les start-ups deeptech catalanes assoleix el 36%, mentre que en canvi suposen el 20% sobre el total d'start-ups.
Segons l'estudi, Barcelona és el primer hub tecnològic del sud d'Europa en finançament captat per empreses emergents deeptech, amb 457 milions d'euros en el període 2017-2021. El 2021 va ser un any rècord per a les deeptech europees, amb 19.000 milions de dòlars captats fins al mes de setembre, el doble respecte al 2020. El Regne Unit lidera en capital risc captat, mentre que a Finlàndia és on hi ha més inversió en deeptech respecte al total.
Per la seva banda, València també té en projecte desenvolupar el seu capital innovador amb el pla estratègic VLC Tech City, que identifica 4 sectors tractors i 3 transversals que li han de permetre situar-se a l'avantguarda de la innovació i la tecnologia a Europa, recolzant-se en l'ecosistema València Tech City. València disposa també de l'acceleradora d'empreses de capital privat Lanzadera, impulsat el 2013 per Juan Roig, que en 9 anys ha ajudat a accelerar més de 800 start-ups amb una aportació en finançament de 90 milions d'euros, i que ofereix també espai a més de 300 start-ups en la que anomena Marina d'Empreses, un ecosistema emprenedor amb el suport i aliances de grans empreses.